# Haworthia parksiana
Haworthia parksiana és una espècie de planta suculenta que pertany al gènere Haworthia i es classifica dins de la família de les asfodelòidies.

## Descripció
Haworthia parksiana creix sense tija brots. Les fulles posteriors de 25 a 35 triangulars a gairebé lanceolades, fortament doblegades, formen una roseta de 3 a 5 centímetres de diàmetre, on creixen fillols i sovint s'amaga a terra. El limbe foliar és verd negrós i fa entre 1,5 a 3 cm de llargada. La seva punta és difícilment punxeguda. La superfície de la fulla és petita i verrugosa. Té una esvelta inflorescència que arriba a una llardada de fins a 20 cm i està formada per unes flors estretes i blanquinoses que tenen una nervació verdosa pàl·lida.

## Distribució i hàbitat
Haworthia parksiana està estesa a la província sud-africana del Cap Occidental, endèmica de la zona entre la badia de Mossel i el riu Groot-Brakrivier.
Considerada com l'espècie més petita i una dels tipus més rars de Haworthia en llibertat, es creu que està més relacionada amb Haworthia floribunda.
Creix a poca distància de la costa, encastat completament a terra sota la protecció dels arbustos, molt ben amagada sota les fulles caigudes o entre líquens i molses. Rep algunes pluges durant tot l'any, però el clima és particularment sec. Al riu Greatbrak creix als vessants nord i oest dels turons en associació amb Haworthia pygmaea, Tulista kingiana, Haworthia chloracantha var. denticulifera i Haworthia chloracantha var. subglauca. Malauradament, la seva localitat ha estat presa pel desenvolupament de la ciutat. Presentaria un cas excel·lent per a la reintroducció d'exemplars d'origen conegut a la natura a la zona del Gran Brak-Petit Brak, o fins i tot una petita reserva pròpia.

## Taxonomia
Haworthia parksiana va ser descrita per Poelln. i publicada a Repert. Spec. Nov. Regni Veg. 41: 205, a l'any 1937.
Etimologia
Haworthia: nom en honor del botànic britànic Adrian Hardy Haworth (1767-1833).
parksiana: epítet en honor erròniament a una inexistent dona, muller d'un tal Parks, però en realitat es refereix al Port Elizabeth Parks and Recreation Department, de Sud-àfrica.